# 桐生市役所
桐生市役所（きりゅうしやくしょ）は、日本の地方公共団体である桐生市の組織が入る施設（役所）である。

## 概要
桐生市役所本庁舎は2025年（令和7年）1月6日に開庁した。桐生駅の南に位置しており、織姫町一帯は日本織物株式会社が設立されて以降、織物会社の工場敷地として使用され、戦中は軍需工場に転用されていた。終戦を迎えると、工場の敷地は市に譲渡され、市役所や桐生市産業文化会館の建設用地にあてられた。市役所と文化会館の間には日本織物会社によって建立された織姫神社がある。
毎年元日に開催される全日本実業団対抗駅伝競走大会（ニューイヤー駅伝）の第5中継所に設定されている。

## 所在地
- 群馬県桐生市織姫町1番1号

## 交通
- 両毛線・わたらせ渓谷線：桐生駅南口から、徒歩約10分。
- 東武桐生線：新桐生駅から、徒歩約25分。
- 桐生駅・新桐生駅から おりひめバス「市役所前」下車。

## 業務時間
- 月曜日から金曜日の8時30分から17時15分（土曜日・日曜日・祝日・年末年始を除く）

## 沿革

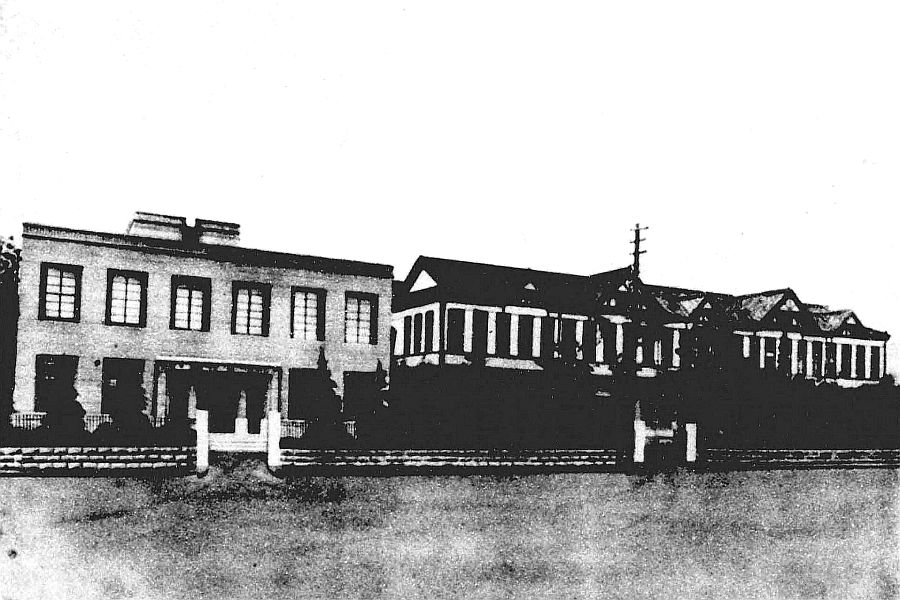
戦前の桐生市役所。左は水道事務所（現・西公民館）。

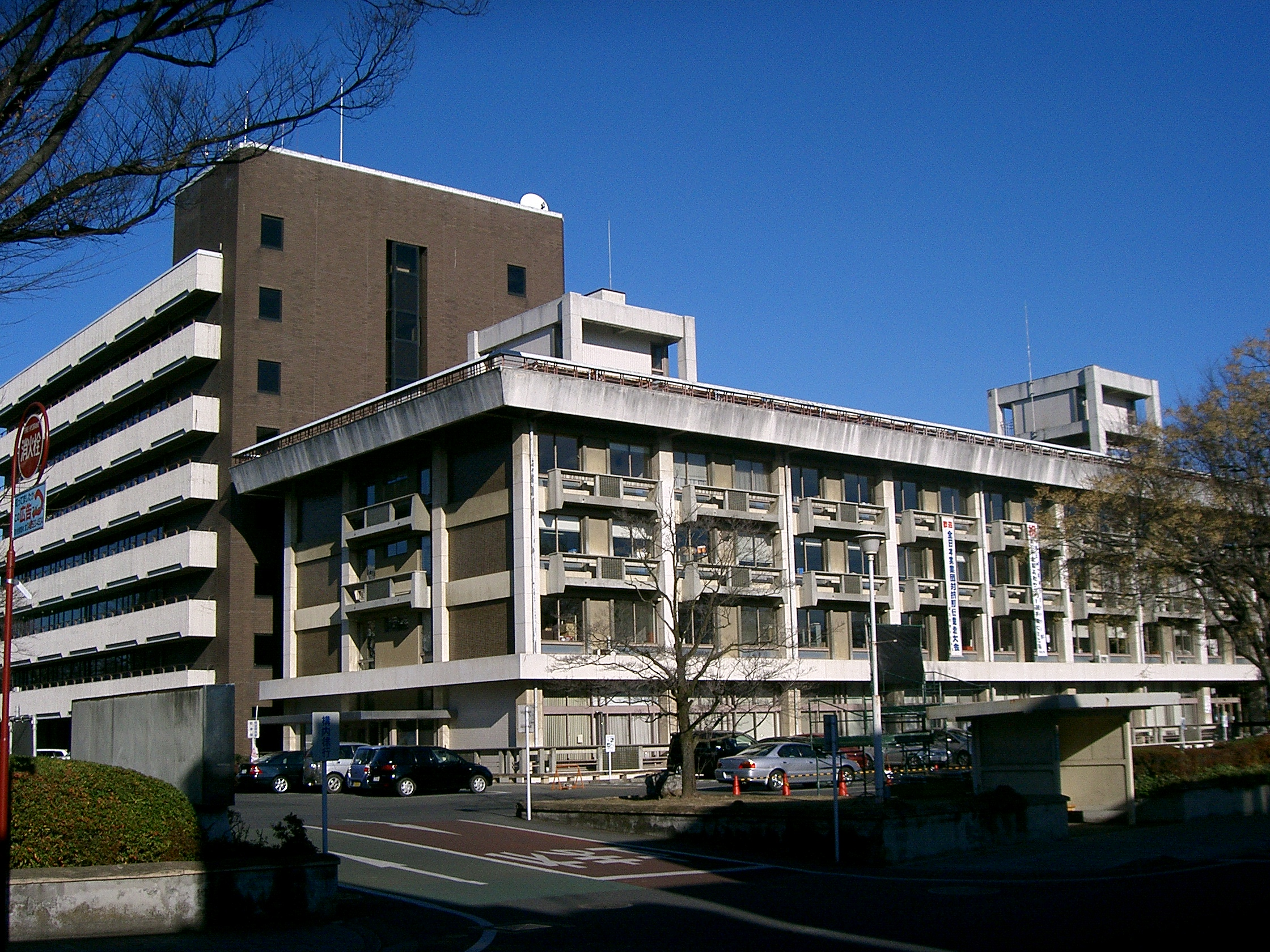
旧桐生市役所本庁舎（2011年12月）

桐生町時代の役場は現在の本町に置かれたが、1901年（明治34年）11月に現在の永楽町に桐生町役場が新築され、1902年（明治35年）1月に移転した。
1921年（大正10年）3月に市制が敷かれた際、永楽町の町役場は引き続き桐生市役所として使用され、1922年（大正11年）に庁舎を増築した。その後さらに改築が加えられ、1929年（昭和4年）に事務室や会議室が増設された。また、市庁舎の西隣に水道事務所（現在の西公民館）が建設され、1932年（昭和7年）に完成した。
1965年（昭和40年）5月、織姫町の富士紡績桐生工場跡地に市庁舎（本館）及び議事堂が完成し、市役所は永楽町から織姫町に移転した。1982年（昭和57年）8月には、本館に隣接して7階建の市庁舎新館が完成した。
しかし、市役所本庁舎は老朽化し、大規模な地震で倒壊する危険性が高いとされ、新庁舎が建設され2024年11月に完成、2025年1月6日に業務を開始した。

## 庁舎
以下は2025年1月の本庁舎完成時（1階売店は2025年4月に開設）
| 階 | |
| -- | --- |
| 4F | 議場、傍聴席、傍聴ロビー、議会事務局、議員控室、応接室、第1委員会室、第2委員会室、第3委員会室 |
| 3F | 防災・危機管理課、企画課、特命推進室、交通ビジョン推進室、スポーツ・文化振興課、SDGs推進課、商工振興課、観光交流課、日本遺産活用室、農林振興課、農業委員会事務局、総務課、選挙管理委員会事務局、人材育成課、財政課、契約検査課、DX推進室、秘書室、監査委員会事務局、特別会議室                                                        |
| 2F | 群馬県住宅供給公社桐生支所、建築住宅課、建築指導課、空き家対策室、公園緑地課、土木課、都市計画課、市民相談情報課、地域づくり課、納税課、税務課、魅力発信課、出納室、会議室201、会議室202、会議室203、会議室204、会議室205、会議室206、会議室207、会議室208、会議室209、会議室210、会議室211、会議室212、会議室213、相談室2A、相談室2B |
| 1F | 総合案内、ロビー、多目的スペース、市民課、医療保険課、健康長寿課、福祉課、地域医療感染症対策室、相談室、おくやみコーナー、警備・宿日直室、桐生信用金庫桐生市役所出張所、売店 |

## 支所・公民館

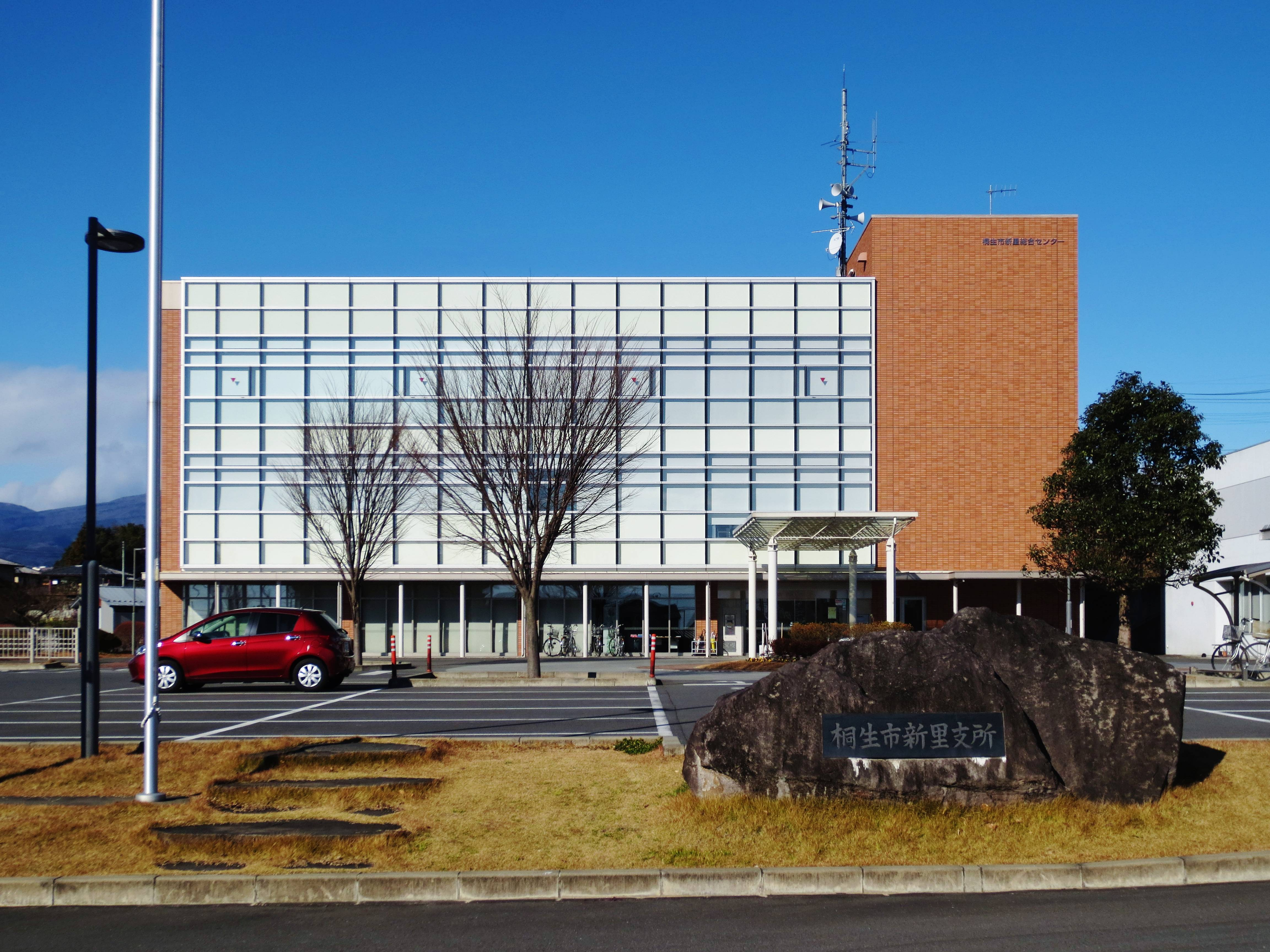
新里支所

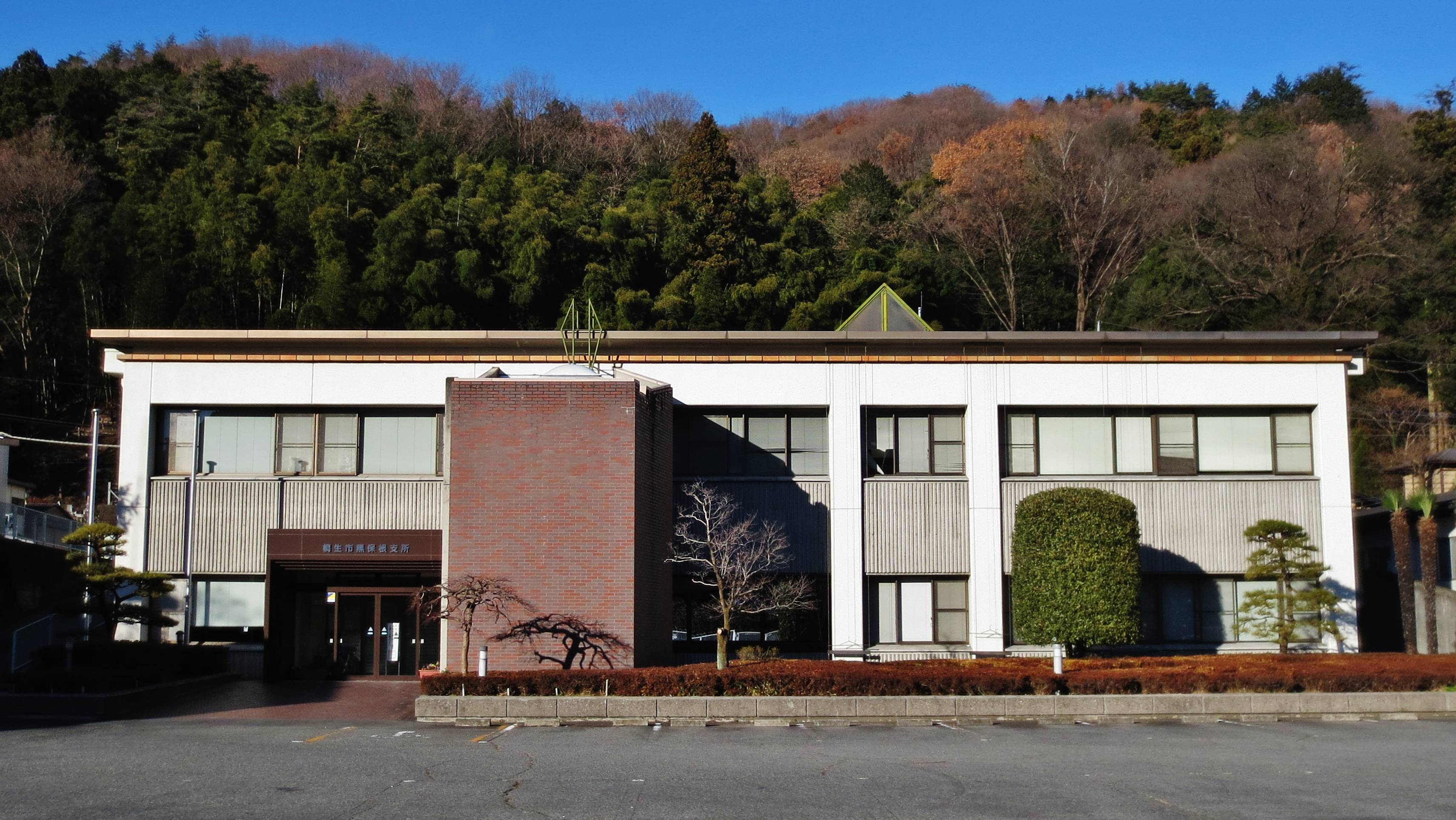
黒保根支所

| 中央公民館 - 桐生市稲荷町1番4号 東公民館 - 桐生市東五丁目6番8号 西公民館 - 桐生市永楽町2番16号 南公民館 - 桐生市新宿三丁目9番52号 北公民館 - 桐生市東久方町三丁目3番26号 昭和公民館 - 桐生市美原町3番6号 桜木公民館 - 桐生市広沢町二丁目3334番地1 桜木西公民館 - 桐生市相生町一丁目451番地1 | 境野公民館 - 桐生市境野町二丁目612番地4 広沢公民館 - 桐生市広沢町四丁目1970番地172 梅田公民館 - 桐生市梅田町二丁目11番地1 相生公民館 - 桐生市相生町二丁目620番地14 川内公民館 - 桐生市川内町五丁目17番地 菱公民館 - 桐生市菱町二丁目1349番地1 新里支所・公民館 - 桐生市新里町武井693番地1 黒保根支所・公民館 - 桐生市黒保根町水沼182番地3 |